# Скриплево (Московская область)

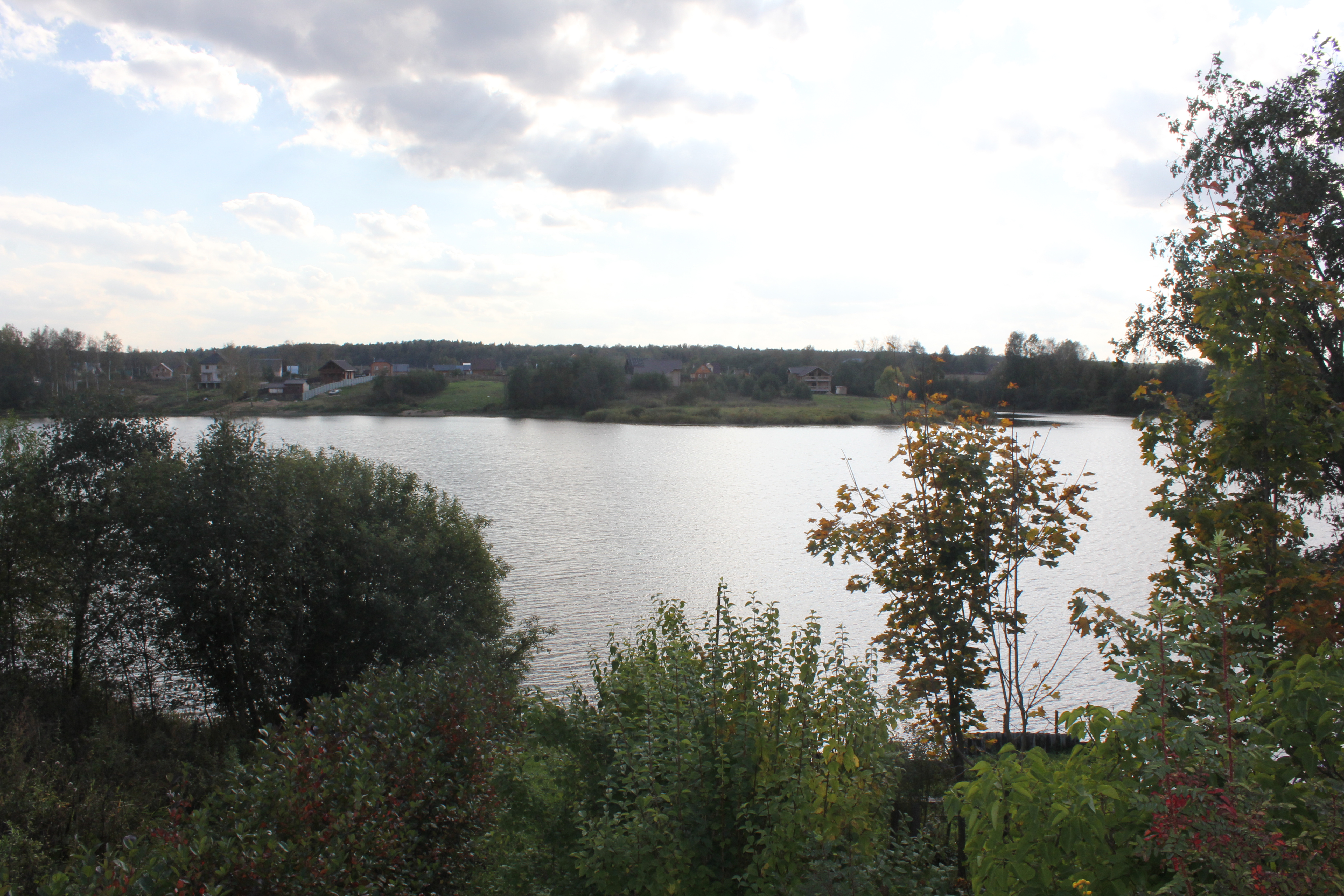

Скриплево — деревня в Дмитровском районе Московской области, в составе сельского поселения Якотское. Население — 14 чел. (2010). До 2006 года Скриплево входило в состав Якотского сельского округа.

## Расположение
Деревня расположена в восточной части района, примерно в 8 км к северо-востоку от Дмитрова, на левом берегу запруженной реки Якоть, высота центра над уровнем моря 176 м. Ближайшие населённые пункты — Власково на противоположном берегу водохранилища, Жестылево на западе и Якоть на востоке.

## Население
| 2002 | 2006 | 2010 |
| ---- | ---- | ---- |
| 9    | ↗10  | ↗14  |